# Adolphe Klingelhoeffer
Adolphe Christiano Klingelhoeffer (Parigi, 2 maggio 1880 – Courbevoie, 19 dicembre 1956) è stato un velocista, ostacolista e rugbista a 15 francese.

## Biografia
Nato e cresciuto a Parigi, Klingelhoeffer era figlio di un diplomatico brasiliano all'ambasciata francese e, a causa di queste sue origini, è spesso considerato brasiliano da alcune fonti. Inizialmente si dedicò all'atletica leggera ed in particolare alla corsa ad ostacoli dove, dal 1899 al 1904, vinse 6 titoli nazionali francesi. Alle Olimpiadi 1900 di Parigi partecipò alle gare dei 60 metri piani, 200 metri piani e 110 metri ostacoli ma in tutte e tre le gare raccolse scarsi risultati. Nel frattempo, si dedicò anche al rugby dove vinse un titolo nazionale con il Racing Club nel 1902.